# رون هانسن
رون هانسن هو سياسي كندي، ولد في 27 مايو 1943 بويلاند في كندا. حزبياً، نشط في الحرب الديمقراطي الجديد لأونتاريو. وقد انتخب عضو برلمان مقاطعة أونتاريو.